# Travis Kelce
Travis Michael Kelce (Westlake, Ohio, 5. listopada 1989.) američki sportaš, igrač američkog nogometa za Kansas City Chiefs iz Nacionalne nogometne lige (NFL). Odabrali su ga Chiefsi u trećoj rundi NFL-ova drafta 2013., a kasnije je s timom osvojio Super Bowl LIV, LVII i LVIII. Igrao je sveučilišni nogomet za nogometni program Bearcats Sveučilišta Cincinnati.
Ima hrvatsko podrijetlo po majci Donni. Prabaka i pradjed s majčine strane George Stajduhar i Mary Jurkovich odselili su u Sjedinjene Američke Države iz Hrvatske. Njihova kćer je njegova baka Ina Marie Petranek.
Smatran jednim od najboljih tight endova svih vremena, Kelce je deveterostruki Pro Bowler i sedmerostruki All-Pro, s četiri odabira prve i tri druge momčadi. Drži NFL-ov rekorde za najviše uzastopnih i najviše sezona s 1000 primljenih jardi u tight endu: sedam. Drži rekord za najveći broj primljenih jardi u tight endu u jednoj sezoni s 1416 u 2020., unatoč tome što je igrao u samo 15 utakmica.
Tijekom sezone 2022. Kelce je postao peti NFL-ov tight end koji je dosegao 10 000 primljenih jardi u karijeri i dostigao prekretnicu brže od bilo kojeg tight enda u povijesti NFL-a. Kelce je imenovan u NFL-ovu najbolju momčad 2010-ih. Tijekom sezone 2023. nadmašio je Jerryja Ricea u primanjima u doigravanju karijere na putu do Super Bowla LVIII, svog četvrtog nastupa na Super Bowlu u pet sezona.
Izvan američkoga nogometa, Kelce se pojavljivao u reality i televizijskim emisijama, uključujući emisiju za upoznavanje „Catching Kelce” na televiziji E!. Zajedno s bratom Jasonom vodi podcast „New Heights”, pokrivajući teme od američkoga nogometa do popularne kulture. Emisija je bila rangirana kao 8. po popularnosti u SAD-u na „Apple Podcastima” 2024.
Kelceova veza s kantautoricom Taylor Swift privukla je veliku medijsku pozornost i potaknula gledanost i prihod za njegov tim i ligu.